# Itirapuã (kommun)
Itirapuã är en kommun i Brasilien.   Den ligger i delstaten São Paulo, i den sydöstra delen av landet, 500 km söder om huvudstaden Brasília. Antalet invånare är 5 914.
Följande samhällen finns i Itirapuã:
- Itirapuã

Omgivningarna runt Itirapuã är huvudsakligen savann. Runt Itirapuã är det ganska glesbefolkat, med 26 invånare per kvadratkilometer.